# Enrico Feroci
Enrico Feroci (Pizzoli, 27 augustus 1940) is een Italiaans geestelijke en een kardinaal van de Rooms-Katholieke Kerk.
Feroci volgde het kleinseminarie en het grootseminarie in Rome. Op 13 maart 1965 werd hij priester gewijd. Vervolgens was hij werkzaam in diverse pastorale functies in het bisdom Rome. Op 13 oktober 1995 werd hij benoemd tot Kapelaan van Zijne Heiligheid.
Feroci werd tijdens het consistorie van 28 november 2020 kardinaal gecreëerd. Hij kreeg de rang van kardinaal-diaken. Zijn titeldiakonie werd de Santa Maria del Divino Amore a Castel di Leva; het was de eerste keer dat aan deze kerk een titelkardinaal werd toegewezen. Omdat hij op het moment van creatie ouder was dan 80 jaar is hij niet gerechtigd deel te nemen aan een conclaaf.